# 10966 ван дер Гухт
10966 ван дер Гухт (10966 van der Hucht) — астероїд головного поясу, відкритий 26 березня 1971 року.
Тіссеранів параметр щодо Юпітера — 3,205.